# 太田實
太田 實（おおた みのる、1923年1月5日 - 2004年3月6日）は、日本の建築都市環境学の研究者。都市計画家。建築家。北海道大学名誉教授。北海道大学で長く建築学、都市計画学および地域計画学に関する研究と後進の教育に従事し、工学部と大学院（工学研究科、環境科学研究科）教授として人材育成に尽力。北海道大学退官後は北海道工業大学教授も務め戦後の近代都市計画学の普及と発展に貢献する。
福岡県生まれ。1944年東京帝国大学第一工学部建築学科を卒業。同大学大学院修了。1948年、北海道大学工学部に建築工学科が新設にともない赴任。学科創設期から1986年に退官するまで、教育と研究に寄与した。1950年から1952年にかけては丹下健三らと北海道稚内市の都市計画を手がける。1971年、都市計画理論コミュナル・ゾーン・システムを発表。1988年からの札幌駅周辺地区整備計画では策定委員会の委員長として尽力した。
おもな建築作品に、苫小牧市博物館埋蔵文化財調査センター、北海道大学クラーク記念会館、北海道立近代美術館がある。1979年には「北海道立近代美術館の設計」で日本建築学会北海道建築賞を受賞。1964年から1969年にかけては、北海道庁の大麻団地住区計画を北海道住宅団地開発事務所と手がける。
おもな翻訳に、ジークフリード・ギーディオンの「空間・時間・建築」がある。
1999年、勲三等旭日中綬章を受章。2004年3月6日、肺炎のため死去。